# Golden Girl (Auszeichnung)
Das Golden Girl, auch Golden-Girl-Award genannt, ist eine Auszeichnung der italienischen Sportzeitung Tuttosport, mit der seit 2022 jährlich die beste U21-Spielerin Europas geehrt wird. Zwischen 2018 und 2021 wurde bereits die beste italienische U21-Spielerin ausgezeichnet.

## Wahl
Die Redaktion von Tuttosport veröffentlicht Mitte Juni jeden Jahres eine Liste von 100 Spielern, die im gesamten Jahr höchstens 20 Jahre alt sein dürfen (U21) und bei einem europäischen Verein spielen müssen. Diese Liste wird nach und nach verkürzt bis beim Tag der Verleihung 10 Spielerinnen übrig bleiben. 50 Journalisten von Fußball-Fachmagazinen aus Europa vergeben an drei Spielerinnen eine Punktzahl in Höhe von 5, 3 oder 1. Die Spielerin mit den meisten Punkten gewinnt die Auszeichnung.

## Gewinnerinnen
| Jahr | Spielerin (Jahrgang) | Verein(e)                           | Quelle |
| ---- | -------------------- | ----------------------------------- | ------ |
| 2022 | Jule Brand (2002)    | TSG 1899 Hoffenheim / VfL Wolfsburg | [ 2 ]  |
| 2023 | Linda Caicedo (2005) | Real Madrid                         | [ 3 ]  |
| 2024 | Vicky López (2006)   | FC Barcelona                        | [ 4 ]  |

## Ranglisten

### Vereine
Die Platzierung des Vereins innerhalb dieser Rangliste wird durch die Anzahl der Titel bestimmt. Bei gleicher Anzahl von Titeln wird alphabetisch nach Ortsname sortiert. In kursiv geschriebenen Jahren spielte die Spielerin nicht über das gesamte Jahr bei diesem Verein.
| Anzahl | Verein              | Jahre |
| ------ | ------------------- | ----- |
| 1      | FC Barcelona        | 2024  |
| 1      | TSG 1899 Hoffenheim | 2022  |
| 1      | Real Madrid         | 2023  |
| 1      | VfL Wolfsburg       | 2022  |

### Ligen
Die Platzierung der Liga innerhalb dieser Rangliste wird durch die Anzahl der Titel bestimmt. Bei gleicher Anzahl von Titeln wird alphabetisch sortiert. In kursiv geschriebenen Jahren spielte die Spielerin nicht über das gesamte Jahr in dieser Liga.
| Anzahl | Liga              | Jahre      |
| ------ | ----------------- | ---------- |
| 2      | Primera División  | 2023, 2024 |
| 1      | Frauen-Bundesliga | 2022       |

### Nationalität
Die Platzierung des Landes innerhalb dieser Rangliste wird durch die Anzahl der Titel bestimmt. Bei gleicher Anzahl von Titeln wird alphabetisch sortiert.
| Anzahl | Land        | Jahre |
| ------ | ----------- | ----- |
| 1      | Deutschland | 2022  |
| 1      | Kolumbien   | 2023  |
| 1      | Spanien     | 2024  |